# Paul G. Richardson
Paul Gerard Richardson ist ein Hämatologe und Onkologe am Dana-Farber Cancer Institute und an der Harvard Medical School.
Richardson erwarb den M.D. als Abschluss des Medizinstudiums am Medical College of St. Bartholomew’s Hospital in London. Als Postdoktorand arbeitete er ebendort sowie an der Newcastle University School of Medicine und mehreren von ihren Lehrkrankenhäusern. Nach Tätigkeit als Oberarzt für Onkologie am Royal Marsden Hospital in London arbeitete er am Beth Israel Hospital in Boston, Massachusetts. In den USA erwarb er Facharztanerkennungen in Innerer Medizin, Onkologie und Hämatologie. Seit 1994 ist er am Dana-Farber Cancer Institute. Hier ist er heute (Stand 2020) Leiter der klinischen Forschung am Jerome Lipper Multiple Myeloma Center. Zusätzlich hat er eine Professur an der Harvard Medical School inne.
2009 wurde Richardson mit einer Ehrenmitgliedschaft des Royal College of Physicians ausgezeichnet. 2012 erhielt er gemeinsam mit Julian Adams, Kenneth Anderson und Fred Goldberg „für die Entdeckung, präklinische und klinische Entwicklung von Bortezomib bis zur Zulassung durch die Food and Drug Administration und für die Behandlung von Patienten mit Multiplem Myelom“ den Warren Alpert Foundation Prize. Außerdem war Richardson führend in der Einführung von Lenalidomid und Pomalidomid zur Behandlung des multiplen Myeloms. Ein weiteres Forschungsgebiet ist die Stammzelltransplantation.
Laut Datenbank Scopus hat Richardson einen h-Index von 143 (Stand Dezember 2020).